# Carpodacus
Genre
Le genre Carpodacus comprend 26 espèces d'oiseaux appartenant à la famille des Fringillidae.

## Liste des espèces
D'après la classification de référence (version 14.1, 2024) du Congrès ornithologique international (ordre phylogénique) :
- Carpodacus erythrinus – Roselin cramoisi
- Carpodacus sipahi – Cipaye écarlate
- †Carpodacus ferreorostris – Roselin des Bonin
- Carpodacus rubicilloides – Roselin strié
- Carpodacus rubicilla – Roselin tacheté
- Carpodacus grandis – Roselin de Blyth
- Carpodacus rhodochlamys – Roselin à dos rouge
- Carpodacus pulcherrimus – Roselin superbe
- Carpodacus davidianus – Roselin de David
- Carpodacus waltoni – Roselin de Stresemann
- Carpodacus rodochroa – Roselin à sourcils roses
- Carpodacus edwardsii – Roselin d'Edwards
- Carpodacus rodopeplus – Roselin à ailes tachetées
- Carpodacus verreauxii – Roselin de Verreaux
- Carpodacus vinaceus – Roselin vineux
- Carpodacus formosanus – Roselin de Taïwan
- Carpodacus synoicus – Roselin du Sinaï
- Carpodacus stoliczkae – Roselin pâle
- Carpodacus roborowskii – Roselin de Roborowski
- Carpodacus sillemi – Roselin de Sillem
- Carpodacus sibiricus – Roselin à longue queue
- Carpodacus lepidus – Roselin du Shanxi
- Carpodacus roseus – Roselin rose
- Carpodacus trifasciatus – Roselin à trois bandes
- Carpodacus thura – Roselin de Thura
- Carpodacus dubius – Roselin à tête blanche
- Carpodacus puniceus – Roselin à gorge rouge
- Carpodacus subhimachalus – Roselin à tête rouge